# محمد أحمد (عداء)
محمد أحمد هو عداء مسافات طويلة كندي من أصل صومالي ولد في يوم 5 يناير 1991 في مدينة مقديشو عاصمة الصومال، أبرز إنجازاته هو فوزه بالميدالية الذهبية في دورة الألعاب الأمريكية 2015 في تورنتو في كندا في سباق 10000 متر، أفضل رقم شخصي له في سباق 10000 متر هو 27:34.64 دقيقة وفي سباق ال5000 متر 13:01.74 ويعتبر حامل رقم كندا الوطني في هذه المنافسة، شارك محمد في دورة الألعاب الأولمبية الصيفية 2016 في ريو دي جانيرو وحل أنذاك بالمركز الرابع في سباق 5000 متر حيث كان قريباً من الفوز بالميدالية البرونزية بعد أن أنهى السباق بـ13:05.94 دقيقة على بعد ثانية ونصف من صاحب الميدالية البرونزية.

## روابط خارجية
- محمد أحمد على موقع الاتحاد الدولي لألعاب القوى (الإنجليزية)
- محمد أحمد على موقع الاتحاد الكندي لألعاب القوى (الإنجليزية)
- محمد أحمد على موقع اللجنة الأولمبية الدولية (الإنجليزية)
- محمد أحمد على موقع أوليمبيديا (الإنجليزية)
- محمد أحمد على موقع اللجنة الأولمبية الكندية (الإنجليزية)
- محمد أحمد على موقع اتحاد ألعاب الكومنولث (مؤرشف) (الإنجليزية)
- محمد أحمد على موقع دورة ألعاب الكومنولث 2014 (مؤرشف) (الإنجليزية)